# Sępopol-Południe (gromada)
Sępopol-Południe – dawna gromada, czyli najmniejsza jednostka podziału terytorialnego Polskiej Rzeczypospolitej Ludowej w latach 1954–1972.
Gromady, z gromadzkimi radami narodowymi (GRN) jako organami władzy najniższego stopnia na wsi, funkcjonowały od reformy reorganizującej administrację wiejską przeprowadzonej jesienią 1954 do momentu ich zniesienia z dniem 1 stycznia 1973, tym samym wypierając organizację gminną w latach 1954–1972.
Gromadę Sępopol-Południe z siedzibą GRN w Sępopolu (wówczas wsi) utworzono – jako jedną z 8759 gromad na obszarze Polski – w powiecie bartoszyckim w woj. olsztyńskim na mocy uchwały nr 10 WRN w Olsztynie z dnia 4 października 1954. W skład jednostki weszły miejscowości Karolewo, Sarniak i Sępopol (z wyłączeniem terenu stanowiącego południowo-zachodnią część obszaru miejscowości Sępopol o powierzchni 70 ha) z dotychczasowej gromady Sępopol ze zniesionej gminy Sępopol w tymże powiecie. Dla gromady ustalono 15 członków gromadzkiej rady narodowej.
1 stycznia 1958 gromadę zniesiono, tworząc z jej obszaru oraz z obszaru zniesionej gromady Sępopol-Północ nową gromadę Sępopol z siedzibą w Sępopolu w tymże powiecie.